# Pippi (låt av Dree Low)
Pippi är en låt framförd av Dree Low. Låten släpptes den 1 september 2019 som en del av albumet Flawless. 
Pippi debuterade med en fjärde plats på Sverigetopplistan. Veckan efter nådde låten första plats, en position den höll i fem veckor.

Låten har inspirerats av Astrid Lindgrens karaktär, Pippi Långstrump, och hennes förmåga att klara sig själv. I låttexten tar Dree Low bland annat upp en omtalad incident från sommaren 2019 då han vägrade dela scen med polisen och som därav uppmärksammades i Expressen.
| ” | De gillar mig i Mitt i men hatar i Expressen/ Inget som var viktigt förtalar mig i pressen/ Pull upp med en stikki får dom att håll käften/ Gå fråga Blizzy, hatar att vara känd | „ |

## Listplaceringar
| Lista (2019)                | Högsta listplacering |
| --------------------------- | -------------------- |
| Sverige (Sverigetopplistan) | 1                    |